# Kentaro Yoshida
Kentaro Yoshida (吉田 賢太郎 Yoshida Kentaro?), född 5 oktober 1980 i Saga prefektur, är en japansk före detta fotbollsspelare.
Yoshida började sin karriär 1999 i Kyoto Purple Sanga. Efter Kyoto Purple Sanga spelade han för Mito HollyHock, Tochigi SC och Matsumoto Yamaga FC. Han avslutade karriären 2008.